# حملة سوداق
حملة سوداق هي عملية بحرية وبرية (1224-1227) نظمتها قوات سلاجقة الأناضول إلى الشواطئ الشمالية للبحر الأسود. بعد غزو المغول لبلد كيبتشاك (1223)، اهتز أمن طريق التجارة في البحر الأسود . من ناحية أخرى، عندما سمح الحكام اليونانيون لسوداق، التي كانت تحت حكم الإمبراطورية اليونانية لطرابزون، بمهاجمة التجار من الجنوب، توقفت الأنشطة التجارية بين الأناضول وشبه جزيرة القرم إلى حد كبير.
كلف حاكم الأناضول السلجوقي علاء الدين كيقباد الأول، الذي أعطى أهمية لإبقاء طريق البحر الأسود مفتوحًا من حيث العلاقات التجارية، كاستامونو مارجريف أمير حسام الدين جوبان بحملة سوداق بعد أن كان لديه قوة بحرية مُجهزة في حوض بناء السفن الذي أنشأه في سينوب ( 1224). الأمير جوبان، الذي أبحر إلى البحر الأسود مع 20 ألف جندي وأول البحرية السلجوقية المشكلة حديثًا، أخذ سوداق، التي حاصرها، من الروم عن طريق الهبوط على شواطئ القرم. وصد هجمات جيش الكيبتشاك الروسي المشترك وربط المنطقة بأكملها بدولة الأناضول السلجوقية. عاد حسام الدين شيبرد، الذي جعل من سوداق مركزًا إداريًا للمنطقة، إلى وطنه بعد أن وضع حراسًا في المدينة. (1227) استمرت سيادة السلاجقة في المنطقة حتى الغزو المغولي لسوداق (1239).

## مصدر
1. ↑  The Romanians and the Turkic Nomads North of the Danube Delta from the Tenth to the Mid-Thirteenth Century قالب:Webarşiv. Victor Spinei. BRILL.
2. ↑  A. C. S. Peacock, "The Saliūq Campaign against the Crimea and the Expansionist Policy of the Early Reign of'Alā' al-Dīn Kayqubād" قالب:Webarşiv, Journal of the Royal Asiatic Society, Third Series, 16 (2006), s. 140
3. 1 2  Historical dictionary of the Mongol world empire. Lanham: Rowman & Littlefield Publishers. 2018. ISBN:978-1538111369.